# Perynea viridicincta
Perynea viridicincta là một loài bướm đêm trong họ Noctuidae.